# SC Herford
Sport-Club Herford – niemiecki klub piłkarski z siedzibą w mieście Herford, występujący w Westfalenlidze, stanowiącej szósty poziom rozgrywek w Niemczech.

## Historia
Klub powstał w 1972 roku w wyniku fuzji zespołów SuS 1928 Herford oraz Herforder SC 07/08. Przez cztery sezony występował w 2. Bundeslidze (grupa Nord). Najpierw w sezonach 1976/1977 oraz 1977/1978, a następnie w sezonach 1979/1980 oraz 1980/1981.

## Reprezentanci kraju grający w klubie
- John Bonello
- Vesa Mars

## Występy w2. Bundeslidze
| Sezon     | Poziom | Liga               | Miejsce      |
| --------- | ------ | ------------------ | ------------ |
| 1976/1977 | 2      | 2. Bundesliga Nord | 14.          |
| 1977/1978 | 2      | 2. Bundesliga Nord | 17. (spadek) |
| 1979/1980 | 2      | 2. Bundesliga Nord | 17.          |
| 1980/1981 | 2      | 2. Bundesliga Nord | 16. (spadek) |